# Xinren
Xinren (kinesiska: 新仁, 新仁苗族乡) är en socken i Kina. Den ligger i provinsen Guizhou, i den sydvästra delen av landet, omkring 58 kilometer nordväst om provinshuvudstaden Guiyang.